# Sexion D'Assaut
Sexion D'Assaut är en fransk rapgrupp skapad 2002 av 8 rappare från Paris i Frankrike. Deras album L'école des points vitaux och  L'Apogée sålde båda trippel platina. Även deras album En attendant l'Apogée: Les Chroniques du 75 Vol. 2 har sålt platina.